# Neil A. Oakman
Neil A. Oakman (1962) es un naturalista, taxónomo, y botánico gales. Horticultor profesional y viverista con experiencia como jardinero, y paisajista. Entusiasta de cactus y suculentas.

## Algunas publicaciones
- s.j. Christie, r.w. Dutton, d.p. Hannon, a.g. Miller, n.a. Oakman. 2005. Aloe jawiyon, a new species from Soqotra (Yemen). Bradleya 23: 23–30.

- La abreviatura «Oakman» se emplea para indicar a Neil A. Oakman como autoridad en la descripción y clasificación científica de los vegetales.[2]